# Los Graus (Rivert)
Los Graus és una collada situada a 1.325 m d'altitud del terme municipal de Conca de Dalt (antic terme de Toralla i Serradell), al Pallars Jussà.
És just al nord del cim de l'Encreuament, al sud-est de Roca Espatllada, al fons de la vall del barranc de Palomera.